# Тюленіно
Тюленіно (рос. Тюленино) — селище Полєського району, Калінінградської області Росії. Входить до складу Полєського міського поселення.
Населення —  218 осіб (2015 рік). 

## Населення
| 2002 | 2010 |
| ---- | ---- |
| 220  | ↘218 |